# Цвіркач
Цвірка́ч (Camaroptera) — рід горобцеподібних птахів родини тамікових (Cisticolidae). Представники цього роду мешкають в Африці на південь від Сахари.

## Види
Виділяють п'ять видів:
- Цвіркач зелений (Camaroptera brachyura)
- Цвіркач сіробокий (Camaroptera brevicaudata)[4]
- Цвіркач ангольський (Camaroptera harterti)
- Цвіркач жовтобровий (Camaroptera superciliaris)
- Цвіркач оливковий (Camaroptera chloronota)

Молекулярно-філогенетичні дослідження показали, що зелені і сіробокі цвіркачі тісно пов'язані між собою. Деякі дослідники вважають їх конспецифічними.

## Етимологія
Наукова назва роду Camaroptera  походить від сполучення слів дав.-гр. καμαρα — лук і дав.-гр. πτερον — крило.